# トゥ・ヴィーナス・アンド・バック
『トゥ・ヴィーナス・アンド・バック』（To Venus and Back）は、アメリカ合衆国の女性シンガーソングライター、トーリ・エイモスが1999年に発表した、ソロ名義では5作目のアルバム。新作スタジオ・アルバム『Venus Orbiting』と、ワールド・ツアーにおける録音を収録したライブ・アルバム『Venus Live, Still Orbiting』の2枚から成る。

## 背景
当初ディスク1はシングルB面集に新曲3曲を追加する予定だったが、最終的には完全な新作アルバムとなった。「イヤーレズ」は、未解決のレイプ殺人事件が何百件も起きてきたアメリカとメキシコの国境の町、シウダー・フアレスを題材としている。
ディスク2は1998年に行われた「プラグド・ツアー」における録音で、そのうち「シュガー」と「パープル・ピープル」は、ライブの本番ではなくサウンドチェック時の演奏である。

## 反響・評価
母国アメリカでは、本作が総合アルバム・チャートのBillboard 200で12位、『ビルボード』のインターネット・アルバム・チャートでは1位を獲得し、シングル「ブリス」はBillboard Hot 100で91位を記録した。第42回グラミー賞では、本作が最優秀オルタナティヴ・ミュージック・パフォーマンス賞に、「ブリス」が最優秀女性ロック・ボーカル・パフォーマンス賞にノミネートされたが、いずれも受賞は逃した。
オーストラリアでは、1999年10月17日付のアルバム・チャートで初登場6位となり、同国において自身4作目となるトップ10入りを果たして、4週連続でトップ40入りした。
Stephen Thomas Erlewineはオールミュージックにおいて5点満点中3点を付け、『Venus Orbiting』に関して「彼女はなおも自身の音楽性を広げているが、そこには自然な息吹があり、彼女の作品としては『アンダー・ザ・ピンク』以来となる、秀逸でまとまったアルバム」と評する一方「ライブ・アルバムと抱き合わせたことで、2枚ともハードコアなファン向けという印象になったことが少々残念だ」としている。クリス・ウィルマンは『エンターテインメント・ウィークリー』のレビューでBを付け、『Venus Orbiting』に関して「"1000 Oceans"は、『リトル・アースクウェイクス』の"Winter"以来と言える伝統的なバラードだが、ここでの彼女はおおむね、パーカッシヴなサウンドスケープの下に隠れている」、『Venus Live, Still Orbiting』に関して「"Precious Things"や"Waitress"といった、コンサートで定番の直接的な曲を備えている」と評している。また、Natasha Stovallは『ローリング・ストーン』誌のレビューで5点満点中4点を付け、『Venus Orbiting』に関して「音楽的にも詩的にも溢れんばかりの色彩の中で、彼女の過去、痛み、情熱を夢見ており、彼女が最も超現実的な状態にある」、『Venus Live, Still Orbiting』に関して「エイモスの特にアコースティック色の強い作品にスポットライトを当てており、そのほとんどは、彼女の優秀なツアー・バンドと共に演奏されている」「グレイテスト・ヒッツ集としても機能する」と評している。

## 収録曲
全曲ともトーリ・エイモス作。

### ディスク1『Venus Orbiting』
1. ブリス - Bliss (3:42)
2. イヤーレズ - Juárez (3:48)
3. コンサーティナ - Concertina (3:56)
4. グローリー・オブ・ザ・エイティーズ - Glory of the 80's (4:03)
5. ラスト - Lust (3:53)
6. スウェード - Suede (4:58)
7. ジョセフィン - Josephine (2:29)
8. ライオット・プーフ - Riot Poof (3:28)
9. ダトゥーラ - Dātura (8:25)
10. スプリング・ヘイズ - Spring Haze (4:44)
11. サウザンド・オーシャンズ - 1000 Oceans (4:19)

### ディスク2『Venus Live, Still Orbiting』
1. プレシャス・シングス - Precious Things (7:37)
2. クルーエル - Cruel (6:47)
3. コーンフレーク・ガール - Cornflake Girl (6:31)
4. ベルズ・フォー・ハー - Bells for Her (5:42)
5. ガール - Girl (4:15)
6. クーリング - Cooling (5:09)
7. ミスター・ゼブラ - Mr. Zebra (1:17)
8. クラウド・オン・マイ・タング - Cloud on My Tongue (4:58)
9. シュガー - Sugar (5:10)
10. リトル・アースクウェイクス - Little Earthquakes (7:37)
11. スペース・ドッグ - Space Dog (5:46)
12. ザ・ウェートレス - Waitress (10:24)
13. パープル・ピープル - Purple People (4:11)

## 参加ミュージシャン
- トーリ・エイモス - ボーカル、ベーゼンドルファー・ピアノ、シンセサイザー
- スティーヴ・ケイトン - ギター
- ジョン・エヴァンス - ベース
- マット・チェンバレン - ドラムス、パーカッション
- アンディ・グレイ - ドラム・プログラミング(on Disc 1 - #6, #8, #9)